# Перальта, Виктор
Виктор Перальта (исп. Víctor Peralta; 6 марта 1908, Буэнос-Айрес, Аргентина — 25 декабря 1995) — аргентинский боксёр. Прозвище «Эль-Хагуар». На соревнованиях по боксу Олимпиады 1928 года в Амстердаме (Нидерланды), в которых сборная Аргентины заняла второе место, завоевал серебро. До финального боя Перальта победил норвежца Артура Олсена, француза Жоржа Боиро (фр. Georges Boireau), бельгийца Люсьена Бике (фр. Lucien Biquet). Проиграл в поединке за золото в третьем раунде голландцу Ламбертусу «Бепу» ван Клаверену (нидерл. Lambertus "Bep" Van Klaveren). Работу судей аргентинская сторона сочла предвзятой, что привело к стычке с полицией.
12 марта 1932 года стал чемпионом Аргентины, победив нокаутом Хусто Суареса. 16 сентября 1933 потерял титул, проиграв оба боя, прошедших в «Луна-Парке», Альфредо Сабино Билансоне.